# Irena Bańkowska
Irena Bańkowska (ur. 1919, zm. 2017) – żołnierz AK, powstaniec warszawski.

## Życiorys
W kampanii wrześniowej 1939 r. była społeczną opiekunką rodzin zmobilizowanych rezerwistów. W latach 1940–1944 w ZWZ-AK. Przeszła przeszkolenie sanitarne oraz w zakresie kartografii wojskowej. Działała w małym sabotażu kryptonim „Wawer”. Była łączniczką Aleksandra Kamińskiego w Biurze Informacji i Propagandy w okresie od listopada 1942 do marca 1944 r. Od marca do sierpnia 1944 r. kierowała pocztą międzywydziałowej Komendy Okręgu Warszawa.
W powstaniu warszawskim była łączniczką gen. Antoniego Chruściela ps. „Monter”. Po upadku powstania znalazła się w obozach jenieckich w Niemczech, a po ich wyzwoleniu w służbach pomocniczych w I Brygadzie Spadochronowej gen. Stanisława Sosabowskiego.
30 lipca 2007 Prezydent Lech Kaczyński odznaczył Irenę Bańkowską Krzyżem Kawalerskim Orderu Odrodzenia Polski podczas obchodów 63. rocznicy wybuchu powstania warszawskiego. W 2012 została wyróżniona medalem „Pro Masovia”.